# 25. červenec
25. červenec je 206. den roku podle gregoriánského kalendáře (207. v přestupném roce). Do konce roku zbývá 159 dní. Svátek má Jakub.

## Události

### Česko
- 1502 – Královská města vytvořila brannou jednotu na ochranu proti šlechtě. Svědčilo to o slabosti královské vlády.
- 1508 – Zemský sněm přijal nařízení, směřující velmi tvrdě proti Jednotě bratrské, která měla být zcela zničena
- 1648 – Do Prahy vtrhlo švédské vojsko, které na rozkaz své královny Kristýny I. ve městě vyrabovalo umělecké sbírky po králi Rudolfu II.
- 1895 – V Teplicích byl zahájen provoz elektrické tramvaje.
- 1891 – V Praze byl zahájen provoz pozemní lanové dráhy na Petřín, poháněné systémem vodní převahy.
- 1939 – Nařízením protektorátní vlády č. 216/39 Sb. je ustaveno vládní vojsko coby velmi okleštěná náhražka Československé armády (zrušené výnosem Adolfa Hitlera dne 16. března 1939).
- 1969 – Byla vyhlášena CHKO Jeseníky.
- 1997 – V Praze byly do zkušebního provozu s cestujícími zařazeny nízkopodlažní tramvaje Tatra RT6N1, která se stala labutí písní výrobce ČKD Tatra.

### Svět
- 0306 – Konstantin I. Veliký provolán v Británii římským císařem.
- 1137 – V katedrále svatého Ondřeje v Bordeaux si francouzský princ Ludvík vzal za manželku akvitánskou vévodkyni Eleonoru.
- 1547 – Jindřich II. Francouzský je korunován v remešské katedrále francouzským králem.
- 1554 – Ve Winchesterské katedrále proběhla svatba anglické královny Marie Tudorovny a španělského prince Filipa.
- 1603 – Jakub I. Stuart a Anna Dánská jsou ve Westminsterském opatství korunováni na anglické panovníky.
- 1788 – Wolfgang Amadeus Mozart dokončil symfonii č. 40.
- 1887 – Bulharské Národní shromáždění zvolilo po abdikaci Alexandra I. novým bulharským knížetem Ferdinanda Sasko-Cobursko-Gothajského.
- 1894 – U korejského přístavu Asan proběhla mezi Japonskem a Čínským císařstvím námořní bitva, která předcházela vyhlášení první čínsko–japonské války.
- 1909 – Louis Blériot uskutečnil první let přes kanál La Manche v letadle těžším než vzduch (z Calais do Doveru za 37 minut).
- 1934 – Během neúspěšného nacionálně-socialistického pokusu o puč v Rakousku byl pučisty zavražděn rakouský kancléř Engelbert Dollfuss.
- 1942 – Začala bitva o Kavkaz.
- 1956 – U ostrova Nantucket na východním pobřeží USA se potopil italský transatlantický parník SS Andrea Doria a zahynulo 46 lidí.
- 1957 – V Tunisku byl sesazen král Muhammad VIII., byla vyhlášena republika a Habíb Burgiba se na 30 let stal prezidentem.
- 1968 – Papež Pavel VI. vydal encykliku Humanae vitae.
- 1978 – V Oldhamu (Spojené království) přišel na svět první člověk, zplozený metodou oplodnění ve zkumavce (známé jako IVF = in vitro fertilizace):  Louise Brownová.
- 1984 – Sovětská kosmonautka Světlana Savická se během své mise na lodi Sojuz T-7 stala první ženou na světě, která vystoupila do volného vesmíru.
- 1992 – V Barceloně byly zahájeny XXV. Letní olympijské hry.
- 1998 – Těžká americká letadlová loď USS Harry S. Truman třídy Nimitz vstoupila do aktivní služby.
- 1999 – Americký profesionální cyklista Lance Armstrong poprvé vyhrál etapový závod Tour de France.
- 2000 – Při pádu letadla Concorde v Paříži zemřelo 113 lidí (109 na palubě letadla, 4 na zemi).

## Narození
Viz též Kategorie:Narození 25. července — automatický abecedně řazený seznam.

### Česko

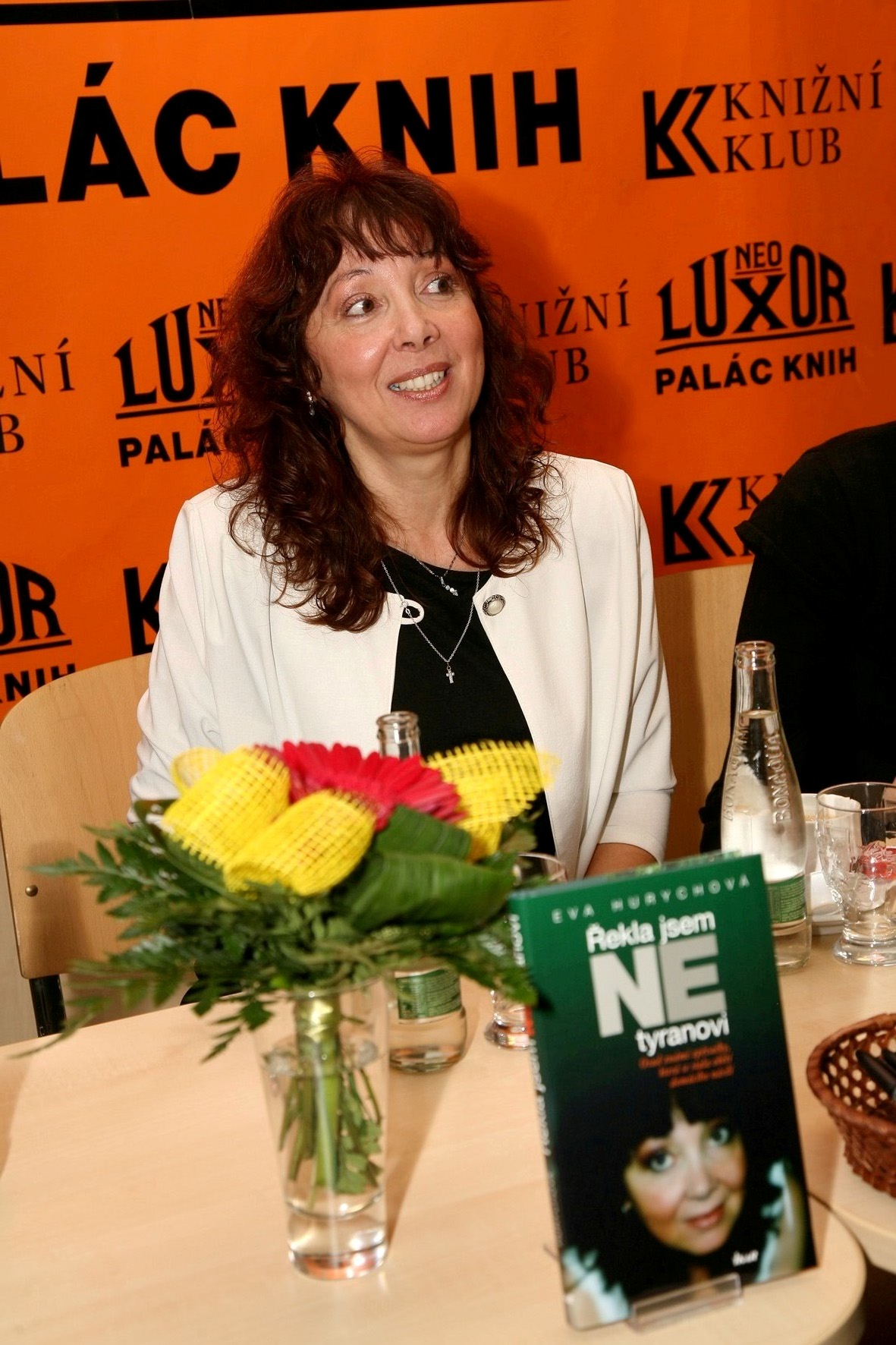
Eva Hurychová (* 1951)

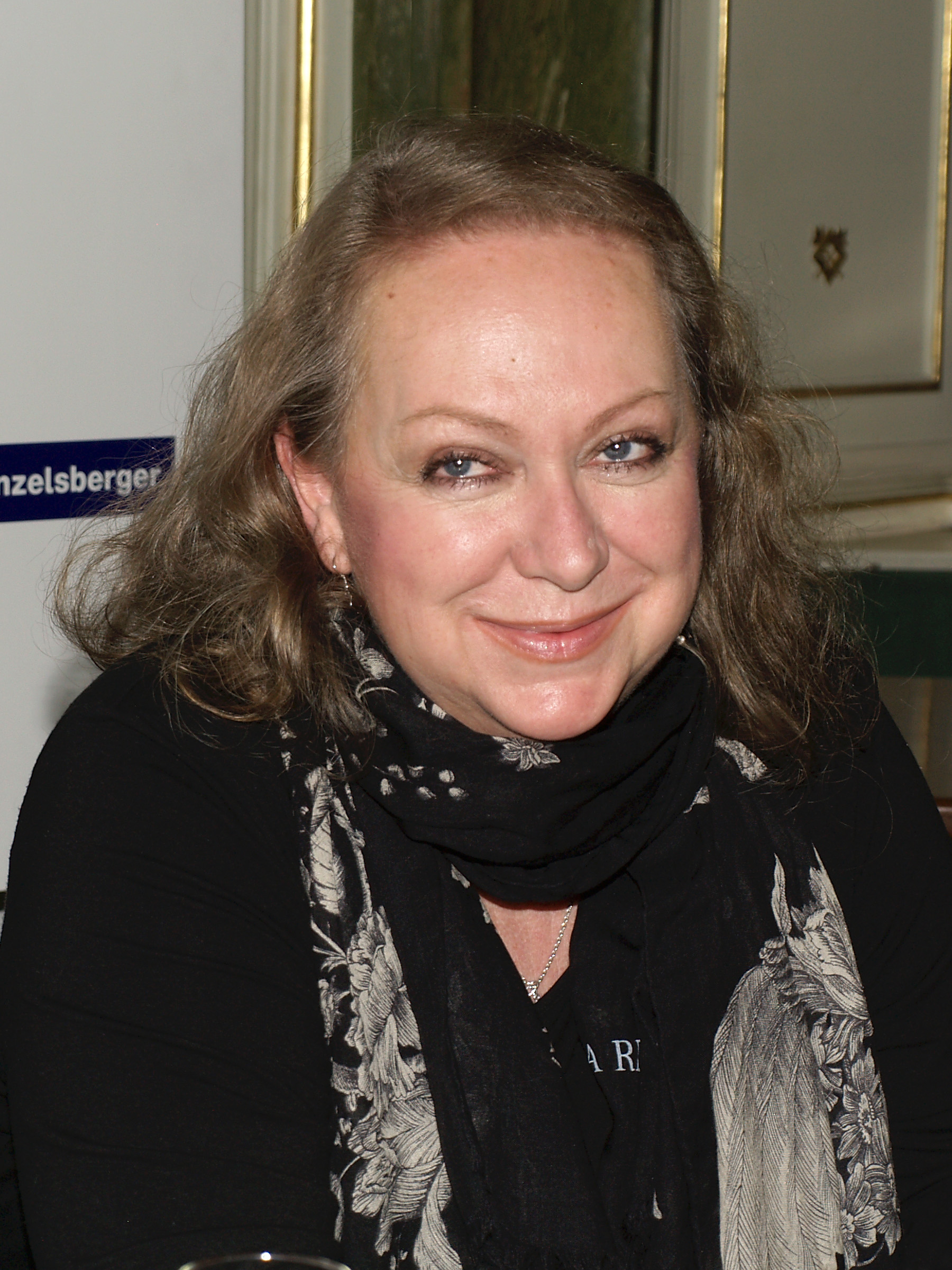
Gabriela Osvaldová (* 1953)

- 1575 – Kryštof Vetter, kartograf, autor mapy Bohemiae Rosa († 18. července 1650)
- 1659 – Heřman Jakub Černín, nejvyšší purkrabí Království českého († 8. srpna 1710)
- 1740 – Ignác Cornova, kněz, historik kritické osvícenské orientace, básník († 25. července 1822)
- 1797 – František Jan Mošner, lékař, profesor chirurgie († 2. února 1876)
- 1816 – Richard Dotzauer, podnikatel a politik († 31. května 1887)
- 1838 – Ferdinand Chotek, šlechtic a poslanec Říšské rady († 17. července 1913)
- 1847 – Vojta Slukov, herec († 17. března 1903)
- 1854 – Josef Soukup, autor soupisů památek Pelhřimovska a Písecka († 13. října 1915)
- 1868 – Josef Jedlička, rektore ČVUT († 2. ledna 1938)
- 1880 – František Jemelka, kněz, prelát a apoštolský protonotář († 5. srpna 1954)
- 1885 – Jan Hořejší, spisovatel, překladatel a průkopník skautingu († únor 1957)
- 1892 – Jiří Havelka, právník a politik, protektorátní ministr dopravy († 5. června 1964)
- 1894 – Vladimír Kristin, malíř († 13. listopadu 1970)
- 1895 – Jaromír Krejcar, architekt, návrhář nábytku, výtvarník († 5. října 1949)
- 1912 – Kamil Lhoták, malíř († 22. října 1990)
- 1918
  - Jaroslav Paur, malíř († 21. prosince 1987)
  - František Geisler, důstojník a kapitán v Britské armádě († 18. září 1944)
- 1920 – Jaroslav Deršák, fotbalový útočník a operní pěvec († 12. února 2013)
- 1923 – Jaroslav Putík, spisovatel († 31. října 2013)
- 1927 – Josef Adámek, řezbář a akademický sochař († 18. května 2000 )
- 1928 – Jan Chloupek, bohemista († 7. října 2003)
- 1930 – Jaroslav Sůva, ministr paliv a energetiky ČSSR
- 1931 – Miroslav Košler, sbormistr, dirigent a pedagog
- 1943
  - Marie Mlynářová, akademická sochařka a šperkařka († 11. ledna 1985)
  - René Gabzdyl, zpěvák tanečník a herec († 30. prosince 2005)
- 1948 – Viktor Korček, výtvarník
- 1950 – Jiří Polanský, právník a politik
- 1951 – Eva Hurychová, zpěvačka, skladatelka, textařka, spisovatelka
- 1952 – Františka Vrbenská, spisovatelka žánru sci-fi a fantasy
- 1953
  - Olga Havlová, politička a knihovnice
  - Gabriela Osvaldová, herečka a písňová textařka
- 1954
  - Zdeněk Hruška, fotbalový reprezentant
  - Jindřich Pazdera, houslista a pedagog
- 1959 – Olga Zubová, politička
- 1974 – David Moješčík, český sochař
- 1976 – Kamil Jarina, hokejový brankář
- 1978 – Martin Kafka, ragbista
- 1989 – Simona Zmrzlá, herečka
- 1990 – Pokáč, písničkář
- 2002 – Adam Hložek, fotbalový útočník

### Svět

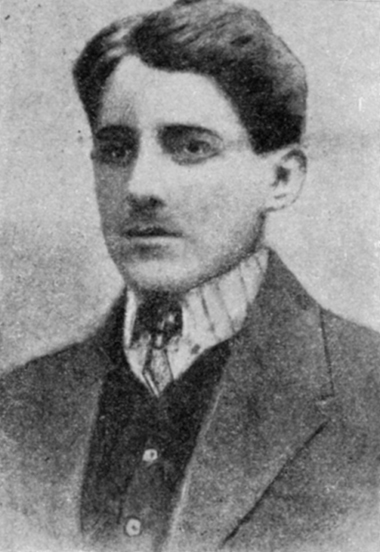
Gavrilo Princip (* 1894)

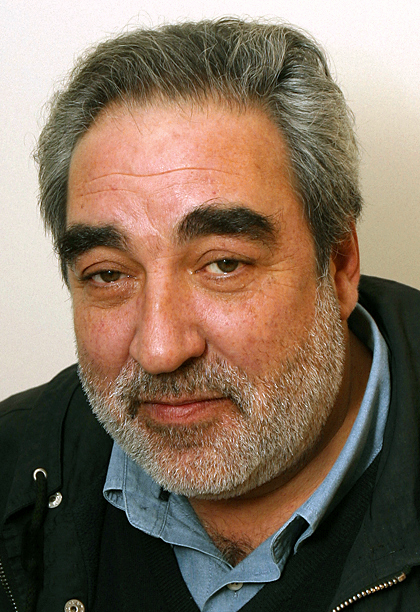
Eduardo Souto de Moura (* 1952)

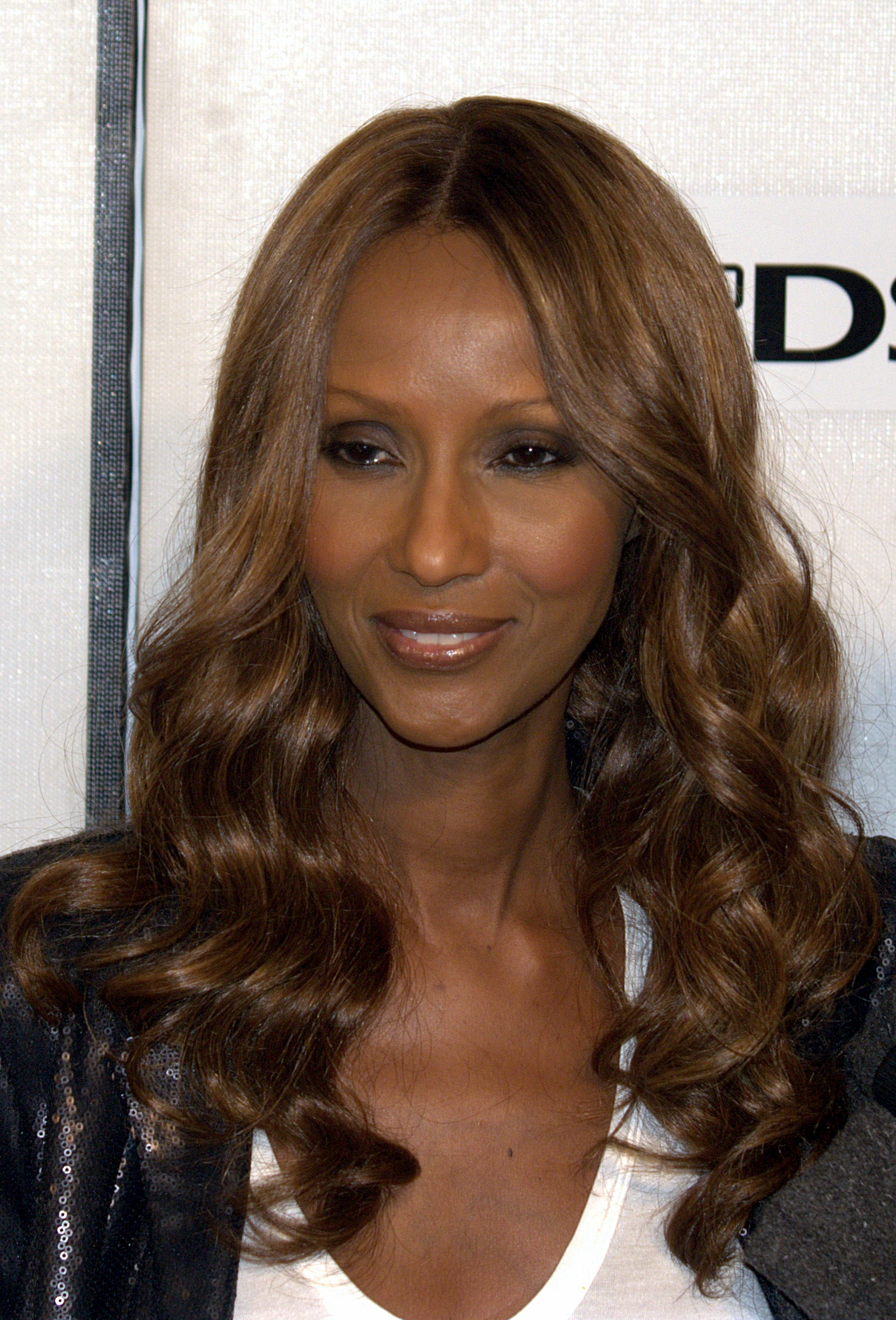
Iman (* 1955)

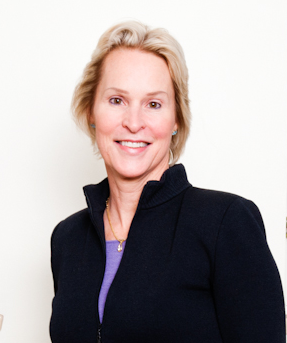
Frances Arnoldová (* 1956)

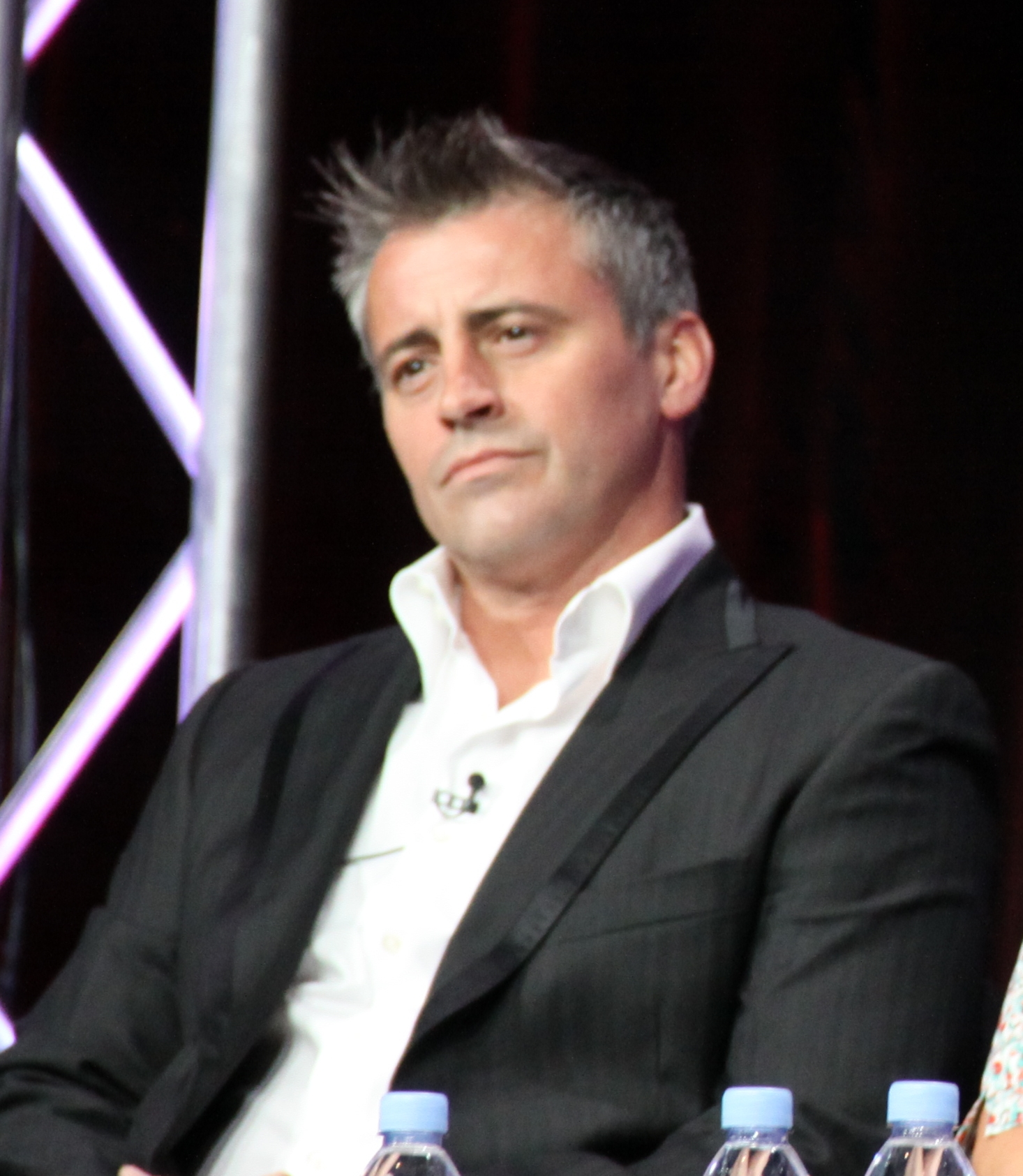
Matt LeBlanc (* 1967)

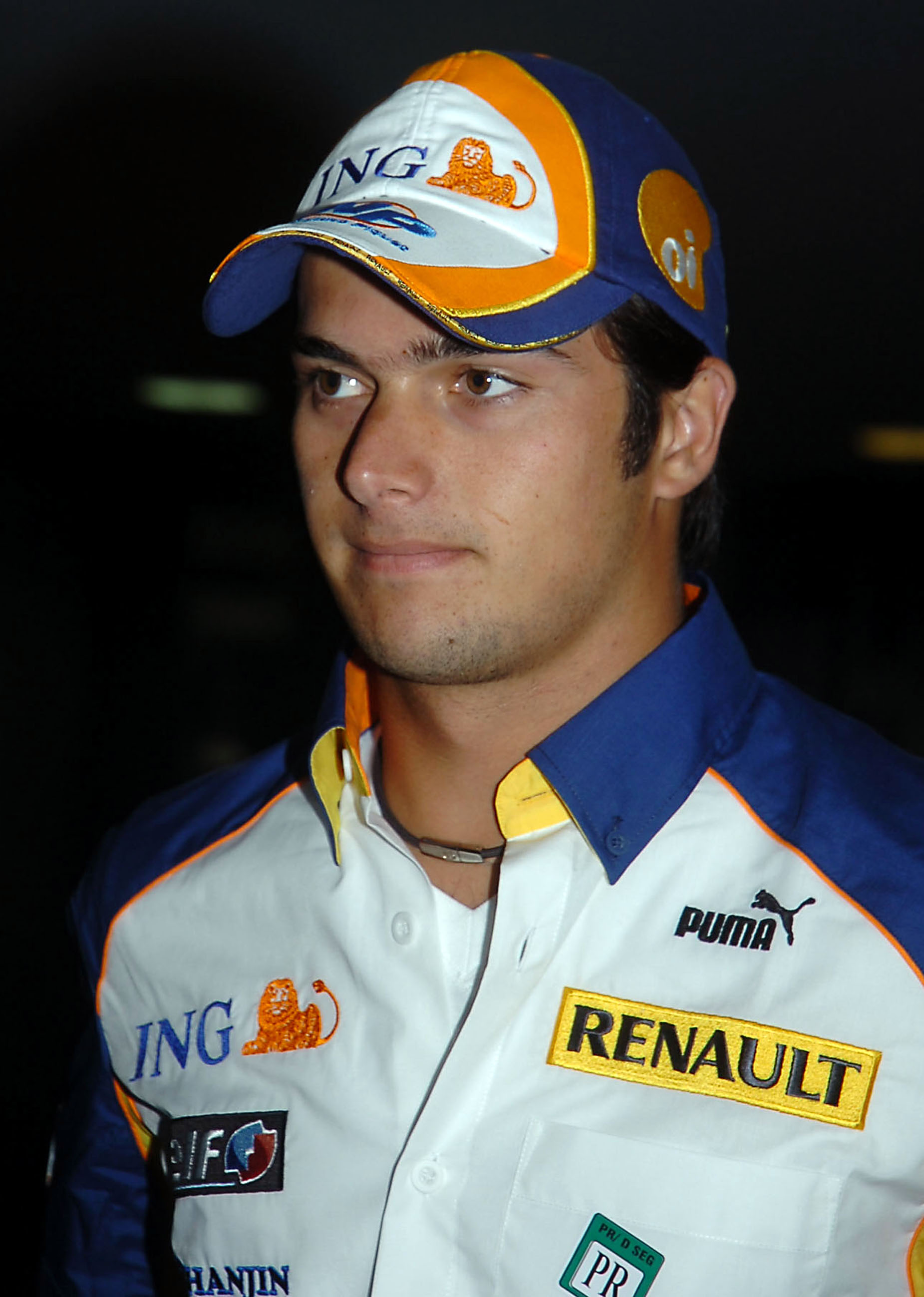
Nelson Piquet Jr. (* 1985)

- 0975 – Dětmar z Merseburku, biskup a kronikář († 1. prosince 1018)
- 1016 – Kazimír I. Obnovitel, polský vládce a kníže († 28. listopadu 1058)
- 1109 – Alfons I. Portugalský, portugalský král († 6. prosince 1185)
- 1165 – Ibn al-Arabí, andaluský súfijský mystik, básník a filozof († 16. listopadu 1240)
- 1261 – Artur II. Bretaňský, bretaňský vévoda († 27. srpna 1312)
- 1336 – Albrecht I. Bavorský, feudální vládce holandského hrabství († 13. prosince 1404)
- 1394 – Jakub I. Skotský, skotský král († 21. února 1437)
- 1404 – Filip I. Brabantský, brabantský vévoda († 4. srpna 1430)
- 1421 – Jindřich Percy, 3. hrabě z Northumberlandu, anglický politik († 29. březen 1461)
- 1486 – Albrecht VII. Meklenburský, meklenburský vévoda († 5. ledna 1547)
- 1561 – Kijomasa Kató, japonský vojevůdce († 2. srpna 1611)
- 1573 – Christoph Scheiner, německý astronom a jezuita († 18. července 1650)
- 1698 – Ignác Lengelacher, rakouský sochař činný na jižní Moravě († 1780)
- 1746 – Marie Františka Benedikta Portugalská, portugalská infantka († 18. srpna 1829)
- 1750 – Henry Knox, americký důstojník a ministr († 21. října 1806)
- 1755 – Vilemína Luisa Hesensko-Darmstadtská, ruská velkokněžna († 26. dubna 1776)
- 1775 – Anna Harrisonová, manželka 9. prezidenta USA Williama H. Harrisona († 25. února 1864)
- 1808 – Johann Benedict Listing, německý matematik († 24. prosince 1882)
- 1837 – Georg von Kopp, německý kardinál a vratislavský arcibiskup († 4. března 1914)
- 1844 – Thomas Eakins, americký realistický malíř, fotograf, a sochař († 1916)
- 1848 – Arthur Balfour, britský premiér († 1930)
- 1849 – Richard Lydekker, britský přírodovědec († 16. dubna 1915)
- 1875
  - Leon Berbecki, polský generál († 13. března 1963)
  - Jim Corbett, britský důstojník a lovec lidožravých šelem († 19. dubna 1955)
- 1876 – Alžběta Gabriela Bavorská, belgická královna († 23. listopadu 1965)
- 1884 – Davidson Black, kanadský paleoantropolog († 15. března 1934)
- 1893 – Kurt Martti Wallenius, finský generál, politik a spisovatel († 5. května 1984)
- 1894
  - Walter Brennan, americký herec († 21. září 1974)
  - Gavrilo Princip, pachatel atentátu na Františka Ferdinanda d’Este († 28. dubna 1918)
- 1904 – Ernest Hilgard, americký psycholog († 22. října 2001)
- 1905 – Elias Canetti, rakouský spisovatel, Nobelova cena 1981 († 14. srpna 1994)
- 1914
  - Vladimír Bahna, slovenský filmový režisér, scenárista a dramaturg († 19. října 1977)
  - Rudolf Strechaj, ministr spravedlnosti Slovenské republiky († 28. července 1962)
- 1920 – Rosalind Franklinová, anglická biofyzička a chemička († 16. dubna 1958)
- 1921 – Paul Watzlawick, americký psycholog († 31. března 2007)
- 1923
  - Eduard Klein, německý (NDR) spisovatel († 2. ledna 1999)
  - Maria Gripeová, švédská spisovatelka († 5. dubna 2007)
- 1925 – Charmion King, kanadská herečka († 2007)
- 1926 – Tad Szulc, americký novinář a spisovatel polského původu († 21. května 2001)
- 1928 – Hubert Selby, americký spisovatel († 26. dubna 2004)
- 1929 – Vasilij Šukšin, herec a filmový režisér ruské národnosti († 2. října 1974)
- 1930 – Jurij Michajlov, sovětský rychlobruslař, olympijský vítěz († 15. července 2008)
- 1932 – Paul Joseph Weitz, americký astronaut
- 1933 – Álvaro Siza Vieira, portugalský architekt
- 1934
  - Claude Zidi, francouzský scenárista, režisér a kameraman
  - Don Ellis, americký trumpetista a bubeník († 17. prosince 1978)
- 1936
  - Carlos Mota Pinto, portugalský premiér († 7. května 1985)
  - Glenn Murcutt, australský architekt
- 1941
  - Manny Charlton, skotský kytarista
  - Raúl Ruiz, chilský režisér († 19. srpna 2011)
- 1943
  - Julia Freyová, americká historička francouzské literatury a kultury devatenáctého století
  - Jim McCarty, britský bubeník, zpěvák a kytarista
- 1946
  - Magdaléna Hajóssyová, slovenská operní pěvkyně
  - Ion Alexe, rumunský boxer
- 1947 – Aljaksandar Milinkevič, běloruský fyzik a opoziční politik
- 1948 – Milan Richter, slovenský básník, dramatik, překladatel, publicista, diploma
- 1950 – Mark Clarke, britský muzikant, baskytarista a zpěvák
- 1951
  - Verdine White, americký baskytarista
  - Ruediger Dahlke, německý lékař a psychoterapeut
- 1952 – Eduardo Souto de Moura, portugalský architekt
- 1955 – Iman, americká supermodelka
- 1956 – Frances Arnoldová, americká biochemička a chemická inženýrka, nositelka Nobelovy ceny
- 1957 – Daniel Bursch, americký astronaut
- 1958
  - Thurston Moore, americký muzikant, kytarista, zpěvák
  - Alexej Filippenko, americký astrofyzik
- 1959
  - Hélène Binet, švýcarská fotografka
  - Anatolij Onoprienko, ukrajinský sériový vrah († 27. srpna 2013)
- 1962 – Robert Lucas, americký bluesový hudebník († 23. listopadu 2008)
- 1964
  - Šarif Ahmed, somálský prezident
  - Anne Applebaumová, americká novinářka, spisovatelka a historička
- 1965
  - Illeana Douglas, americká herečka
  - Venera Čerešněvová, ruská sportovní lezkyně
- 1966 – Peter Batthyany, slovenský herec
- 1967
  - Matt LeBlanc, americký herec
  - Magdalena Forsbergová, švédská biatlonistka
- 1969 – Annarita Sidotiová, italská chodkyně († 21. května 2015)
- 1970 – Brian Blade, americký jazzový bubeník
- 1973 – Daniel Lloyd Davey, zpěvák skupiny Cradle of Filth
- 1974 – Paul Epworth, britský hudební producent
- 1975 – Jevgenij Nabokov, ruský hokejový brankář
- 1976 – Tera Patrick, americká pornoherečka
- 1978 – Louise Brownová, první člověk na světě zplozený metodou IVF.
- 1982 – Brad Renfro, americký herec († 15. ledna 2008)
- 1983 – Nirmal Purdža, nepálský horolezec
- 1985
  - Nelson Piquet Jr., brazilský automobilový závodník
  - Salomėja Zaksaitė, litevská šachistka, právnička a kriminoložka
- 1986 – Maria Pietiläová Holmnerová, švédská lyžařka
- 1988
  - Artūrs Kulda, lotyšský lední hokejista
  - Paulinho, brazilský fotbalista
  - John Peers, australský tenista
- 1992 – Lil Phat, americký rapper († 7. června 2012)
- 1994 – Bianka Buša, srbská volejbalistka
- 1995 – Maria Sakkariová, řecká tenistka

## Úmrtí
Viz též Kategorie:Úmrtí 25. července — automatický abecedně řazený seznam.

### Česko
- 1318 – Mikuláš I. Opavský, syn Přemysla Otakara II. (* okolo 1255)
- 1488 – Anežka z Rožmberka, šlechtična (* ?)
- 1822 – Ignác Cornova, kněz, historik kritické osvícenské orientace, básník (* 25. července 1740)
- 1832 – František Josef Gerstner, matematik a fyzik (* 23. února 1756)
- 1897 – Josef Boleslav Pecka, žurnalista a básník (* 19. září 1849)
- 1925 – Jan Tiray, pedagog (* 23. října 1858)
- 1934 – Marie Wagnerová, spisovatelka vystupující pod pseudonymem F. Háj (* 27. května 1887)
- 1949 – Petr Křička, básník, autor literatury pro děti a překladatel (* 4. prosince 1884)
- 1953
  - Jan Šeba, politik a diplomat (* 26. prosince 1886)
  - Václav Freiman, politik (* 27. listopadu 1878)
- 1979 – Bohumil Joska, fotbalový reprezentant (* 4. července 1907)
- 1995 – Ladislav Dvorský, spisovatel (* 5. června 1931)
- 1997 – Jan Kratochvíl, malíř, sochař, dramatik a teoretik výtvarného umění (* 30. července 1941)
- 1999
  - Jan Richter, hokejový reprezentant (* 29. března 1923)
  - Jiří Seifert, sochař, medailér a restaurátor (* 5. září 1932)
- 2002 – Jaroslav Plichta, psycholog, speciální pedagog a dramaturg (* 10. července 1929)
- 2003 – Jiří Horák, předseda obnovené ČSSD v Československu (* 23. dubna 1924)
- 2008 – Pavel Grohman, bubeník hudební skupiny Chinaski (* 7. dubna 1970)
- 2017 – Petr Matásek, divadelník a scénograf (* 17. dubna 1944)

### Svět

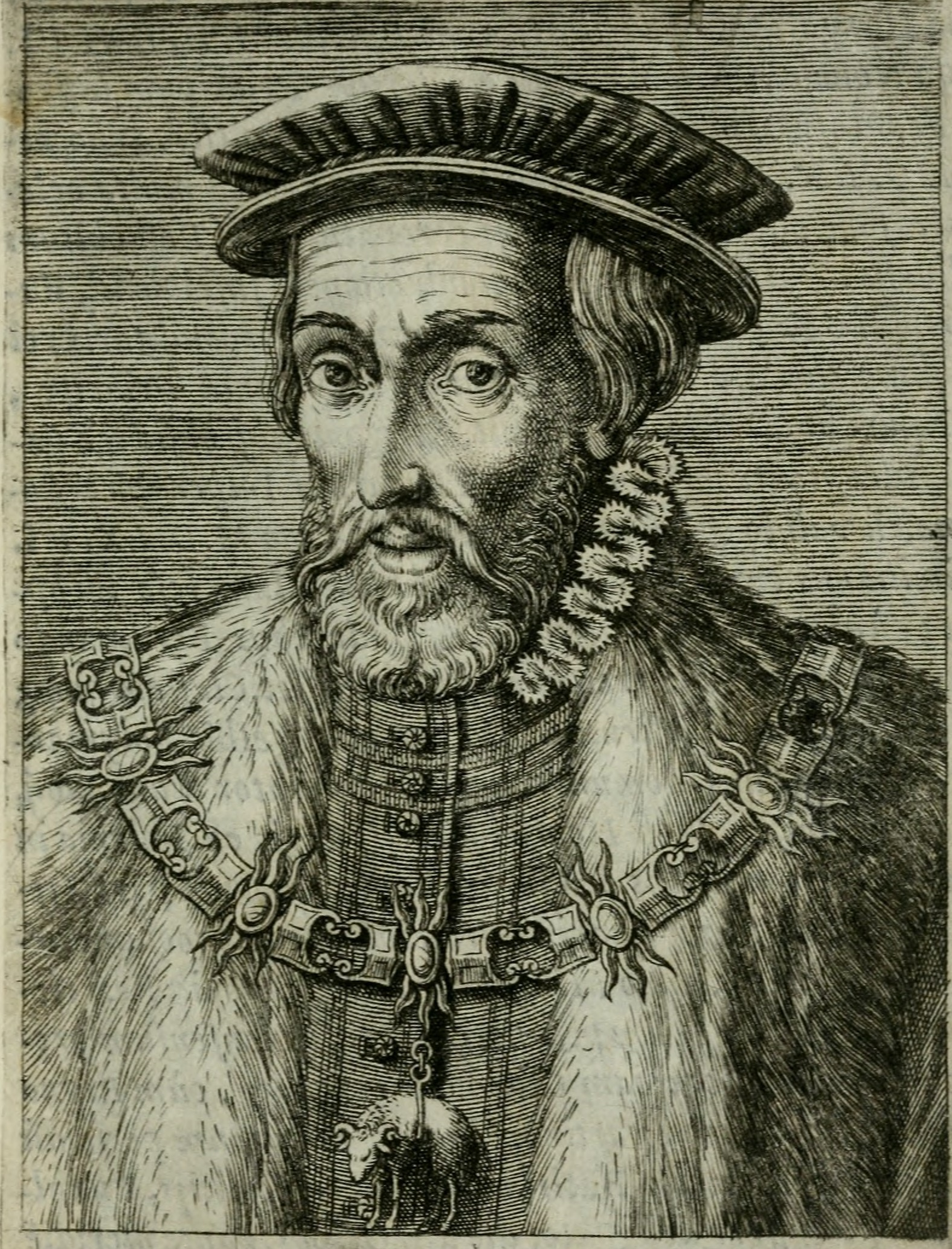
Ferdinand I. Habsburský († 1564)

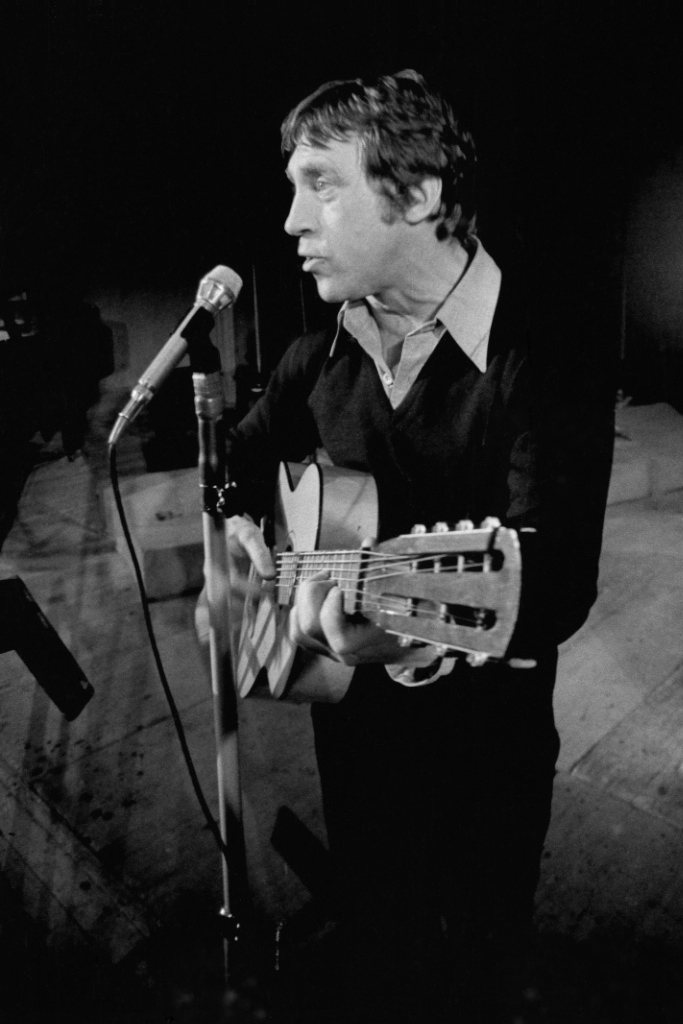
Vladimir Vysockij († 1980)

- 1173 – Matěj Alsaský, hrabě z Boulogne (* asi 1137)
- 1182 – Marie z Boulogne, hraběnka z Boulogne (* asi 1135)
- 1386 – Mikuláš I. Gorjanský, uherský palatin a bratislavský župan (* ?)
- 1471 – Tomáš Kempenský, německý augustiniánský mnich a mystik (* 1379/80)
- 1492 – Inocenc VIII., papež (* 1432)
- 1519 – Franceschetto Cybo, nelegitimní syn papeže Inocence VIII (* ? 1450)
- 1564 – Ferdinand I. Habsburský, římský císař, německý, český a uherský král a rakouský arcivévoda (* 10. března 1503)
- 1583 – Pietro Berno, švýcarský jezuitský misionář (* 1552)
- 1646 – Marie Kateřina Farnese, italská šlechtična a vévodkyně z Modeny (* 18. února 1615)
- 1719 – Jan Václav Gallas vévoda z Lucery a místokrál neapolský (* 23. května 1669)
- 1790 – Johann Bernhard Basedow, německý reformátor vzdělávání (* 1724)
- 1794 – André Chénier, francouzský básník (* 30. října 1762)
- 1814 – Charles Dibdin, anglický básník, spisovatel, dramatik, hudebník, skladatel (* 15. března 1745)
- 1826 – Kondratij Fjodorovič Rylejev, ruský básník, jeden z vůdců děkabristického povstání (* 1795)
- 1834 – Samuel Taylor Coleridge, anglický básník, kritik a filosof (* 1772)
- 1842 – Dominique Jean Larrey, francouzský vojenský lékař a chirurg, zakladatel akutní medicíny (* 1766)
- 1846 – Ludvík Bonaparte, bratr francouzského císaře Napoleona I., v letech 1806–1810 byl jako Ludvík I. králem holandským (* 1778)
- 1852 – Gaspard Gourgaud, francouzský generál (* 14. listopadu 1783)
- 1861 – Jonas Furrer, první prezident švýcarské konfederace (* 3. března 1805)
- 1881 – Karl Christian Bruhns, německý astronom a geodet (* 22. listopadu 1830)
- 1889 – Georg von Mitis, ministr spravedlnosti Předlitavska (17. dubna 1810)
- 1894 – Charles Romley Alder Wright, britský chemik (* 1844)
- 1899 – Niklaus Riggenbach, švýcarský vynálezce a konstruktér (* 1817)
- 1927 – Ján Černoch, ostřihomský arcibiskup a kardinál (* 18. dubna 1852)
- 1929 – Matti Aikio, první sámský básník Norska (* 18. června 1872)
- 1934
  - Nestor Machno, ukrajinský anarchista (* 26. října 1888)
  - Engelbert Dollfuss, rakouský státník (* 1892)
- 1936 – Heinrich Rickert, německý novokantovský filosof (* 1863)
- 1938 – František I. z Lichtenštejna, lichtenštejnský kníže (* 28. srpna 1853)
- 1945 – Kurt Gerstein, německý příslušník SS, autor tzv. Gersteinovy zprávy (* 11. srpna 1905)
- 1948 – Leo Kammel, rakouský architekt (* 15. března 1885)
- 1955 – Isaak Osipovič Dunajevskij, ruský hudební skladatel a dirigent (* 30. ledna 1900)
- 1959 – Jicchak ha-Levi Herzog, izraelský prezident (* 3. prosince 1888)
- 1967 – Jozef Leo Cardijn, belgický kardinál (* 18. listopadu 1882)
- 1969 – Otto Dix, německý malíř (* 2. prosince 1891)
- 1972 – Leonid Jengibarov, sovětský arménsko-ruský scenárista, herec, klaun a mim (* 15. března 1935)
- 1973 – Louis Saint-Laurent, kanadský premiér (* 1. února 1882)
- 1975 – Eugen Fink, německý filosof a fenomenolog (* 1905)
- 1980 – Vladimir Vysockij, ruský básník, herec a písničkář (* 1938)
- 1984 – Uladzimir Karatkevič, běloruský spisovatel, básník, dramatik (* 26. listopadu 1930)
- 1986 – Vincente Minnelli, americký filmový a divadelní režisér (* 28. února 1903)
- 1988 – Judith Barsi, americká dětská herečka (* 6. června 1978)
- 1989 – Friedrich Bachmayer, rakouský paleontolog (* 10. září 1913)
- 1991 – Lazar Kaganovič, sovětský politik (* 22. listopadu 1893)
- 1995 – Charlie Rich, americký country-popový a gospelový zpěvák (* 14. prosince 1932)
- 2000 – Julia Pirotte, polská fotoreportérka (* 1. ledna 1908)
- 2002 – Johannes Joachim Degenhardt, německý arcibiskup Paderbornu a kardinál (* 31. ledna 1926)
- 2003
  - Erik Brann, americký kytarista, člen Iron Butterfly (* 11. srpna 1950)
  - John Schlesinger, britský filmový režisér a herec (* 16. února 1926)
- 2008 – Johnny Griffin, americký saxofonista (* 24. dubna 1928)
- 2009 – Harry Patch, bývalý britský voják, veterán první světové války (* 1898)
- 2011 – Michalis Kakojannis, řecký filmový režisér (* 1922)
- 2013
  - Walter De Maria, americký sochař (* 1. října 1935)
  - Bernadette Lafont, francouzská herečka (* 28. října 1938)
- 2014
  - Carlo Bergonzi, italský operní zpěvák a hudební pedagog (* 13. července 1924)
  - Ladislav Dobos, slovenský spisovatel, publicista, politik (* 28. října 1930)
- 2018 – Sergio Marchionne, italský manažer (* 17. června 1952)
- 2019
  - Kaíd Sibsí, tuniský prezident (* 29. listopadu 1926)
  - Jorma Kinnunen, finský oštěpař (* 15. prosince 1941)
- 2020 – Peter Green, anglický blues rockový kytarista a zpěvák (* 29. října 1946)
- 2022 – David Trimble, britský politik, nositel Nobelovy ceny míru (* 15. října 1944)

## Svátky

### Česko
- Jakub, Jakuba, Jakubka
- Timur
- Žakelína

### Svět
- OSN: Světový den prevence utonutí[1]

## Pranostiky

### Česko
- Jakub, Jakub, česnek nakup, na tvůj svátek Evžene (10. 11.), těžko už se sežene!
- Na svatého Eliáše dopoledne léto, odpoledne podzim;
na svatého Jakuba dopoledne léto, odpoledne zima.
- O svatém Jakubě přicházejí silné bouře.
- Prší-li na svatého Jakuba, hádá se o suchém a teplém počasí.
- Jakub-li vlaží, žaludy kazí.
- Pěkný den před svatým Jakubem slibuje pěkné žně.
- Svatý jakub dává kukuřici klasy, Anna (26. 7.) vlasy.
- Jakub naseče, Anna (26. 7.) upeče.
- Tři dni před Jakubem jasné, urodí se žito krásné.
- Deště před Jakubem po tři dni špatní proroci jsou žitných dní.
- Na Jakuba déšť jako žravý jed kazí modrý na pohance květ,
proto vzácný bývá v oulech med.
- Jaký den jest před polednem nebo odpoledne svatého Jakuba,
takové bude povětří před nebo po narození páně.
- Jak teplý svatý Jakub, tak studené Vánoce.
- Je-li teplý svatý Jakub, studené jsou Vánoce.
- Svatý Jakub Větší na sníh věští.
- Na Jakuba prvních brambor průba.
- Na svatého Jakuba čeká mnohá huba.
- Kolik mračen na Jakuba, tolik v zimě sněha.
- Pakli na Jakuba slunce svítí, má pak krutá zima býti.
- Jakub bez deště – tuhá zima.

| 25. červenec v pražském KlementinuÚdaje jsou platné k 8. 7. 2025. | 25. červenec v pražském KlementinuÚdaje jsou platné k 8. 7. 2025. | 25. červenec v pražském KlementinuÚdaje jsou platné k 8. 7. 2025. |
| minimum                                                           | denní průměr                                                      | maximum                                                           |
| ----------------------------------------------------------------- | ----------------------------------------------------------------- | ----------------------------------------------------------------- |
| 9,4 °C (1907)                                                     | 19,7 °C (od 1961)                                                 | 36,3 °C (2019)                                                    |